# Jacob Pavels Friis
Jacob Pavels Friis, född 6 januari 1827 i Førde, död 1912, var en norsk bergsman.
Friis tog 1846 preliminärexamen, studerade därefter mineralogi och avlade 1850 bergsexamen. Han var därefter 1851–1853, med ett kort avbrott för en vistelse i Kongsberg 1852, geolog under en dansk och en engelsk expedition til Grönland och var, efter hemkomsten därifrån, 1854–1861 anställd som överstigare vid Kongsbergs silververk, i vilken ställning han 1859 med stipendium från silververket besökte England i syfte att bekanta sig med gruvdriften och prepareringsarbetena där. Åren 1861–1875 var han överstigare vid Røros kopparverk, vid vilket han 1871 blev konstituerad som och 1876 verklig administrerande direktör. Hösten 1886 företog han på verkets bekostnad tillsammans med bergmästare Anton Sophus Bachke en resa till Tyskland, Frankrike och Spanien för att studera elektrolysens användning för utvinning av koppar.